# Adam Monroe
Adam Monroe var en rollfigur i NBC tv-serien Heroes. Han är en utvecklad människa med förmågan av att snabbt kunna regenerera sina celler. Han upptäckte först sina krafter år 1671, då han levde i Japan undernamnet Takezo Kensei. Han var en av "the Companys" tolv grundare.
När Hiro Nakamura reser tillbaka i tiden till 1671 i första avsnittet av säsong 2 av Heroes träffar han sin barndomshjälte Takezo Kensei. Han är då ett fyllo. Hiro berättar för honom om allt han ska göra för att bli en hjälte. När Kensei blir skjuten av en pil kommer han på att han har helande krafter som Claire Bennet. Hiro reser, efter ett tag, tillbaka till framtiden och han får reda på att Kensei inte har åldrats på 400 år, han går nu under namnet Adam Monroe och vill släppa ut ett virus som kommer att döda 93% av jordens befolkning. Han samarbetar med Peter Petrelli, de två rymde tillsammans från "the Company". Adam Monroe satt inlåst där i 30 år. Adam Monroe är den tidigaste kända person med krafter.
Han dog genom att Arthur Petrelli tog hans kraft och "tiden hann ifatt honom".